# Robert Mamątow
Robert Adam Mamątow (ur. 29 grudnia 1957 w Kętrzynie) – polski polityk i przedsiębiorca, działacz opozycji w okresie PRL, senator VIII, IX, X i XI kadencji.

## Życiorys
Syn Jana i Anny. Uzyskał wykształcenie średnie techniczne. Pracował w Spółdzielni Pracy „Przyszłość” w Ostrołęce. Na początku lat 80. został działaczem NSZZ „Solidarność”. Od grudnia 1980 do grudnia 1981 pełnił funkcję sekretarza Komisji Zakładowej „Solidarności”. Po wprowadzeniu stanu wojennego został internowany na blisko cztery miesiące i osadzony w Zakładzie Karnym w Iławie. W sierpniu 1982 został ponownie zatrzymany, a następnie tymczasowo aresztowany z powodu organizowania i kierowania strajkiem w spółdzielni „Przyszłość”. W grudniu tego samego roku został skazany na karę 2 lat pozbawienia wolności z warunkowym zawieszeniem jej wykonania na okres 4 lat próby oraz na karę grzywny. Następnie Sąd Wojewódzki w Ostrołęce złagodził karę do 1 roku pozbawienia wolności (z warunkowym zawieszeniem jej wykonania na okres 3 lat próby) oraz uchylił karę grzywny. W sierpniu 1983 został objęty amnestią. Na skutek represji politycznych został zwolniony z pracy, po czym w 1983 zaczął prowadzić własną działalność gospodarczą.
W okresie przemian politycznych pełnił funkcję przewodniczącego miejskiego Komitetu Obywatelskiego w Ostrołęce. Był jednym z założycieli Porozumienia Centrum. W wyborach samorządowych w 1998 bezskutecznie ubiegał się o mandat radnego Ostrołęki z listy Akcji Wyborczej Solidarność (jako kandydat Zjednoczenia Chrześcijańsko-Narodowego). W 2001 stanął na czele Prawa i Sprawiedliwości w Ostrołęce. W 2010 bez powodzenia kandydował do sejmiku mazowieckiego. W wyborach parlamentarnych w 2011 uzyskał mandat senatorski z okręgu nr 46, otrzymując 42 603 głosy. W 2015 został ponownie wybrany na senatora (dostał 75 514 głosów).
W wyborach parlamentarnych w 2019 uzyskał senacką reelekcję, otrzymując 104 694 głosy. W 2023 utrzymał mandat senatora na kolejną kadencję (zdobywając 89 104 głosy).

## Odznaczenia
W 2008, za wybitne zasługi w działalności na rzecz przemian demokratycznych w Polsce, za osiągnięcia w podejmowanej z pożytkiem dla kraju pracy zawodowej i społecznej, prezydent Lech Kaczyński odznaczył go Krzyżem Oficerskim Orderu Odrodzenia Polski. W 2016 został odznaczony przez prezydenta Andrzeja Dudę Krzyżem Wolności i Solidarności.